# チェスワフ・スワニア
チェスワフ・スワニア （Czesław Słania、発音表記:tʃɛswav swanja、1921年10月21日 - 2005年3月17日）は、ポーランドのエングレービング作家・デザイナー。特に、切手や紙幣の原版を手がけた。日本ではチェスラフ・スラニアと表記され紹介されていることが多い。
カトヴィツェ近郊のチェラチ（シロンスク県の町）にて、鉱山労働者の子として生まれた。第二次世界大戦中、彼はポーランドのレジスタンス運動のために文書の偽造を行っていた 。1945年、彼はグラフィック・アートで名高いクラクフ美術学校へ入学した。在学中からスワニアはポーランド切手印刷所に雇われ、そこで彼は凹版印刷のための鉄板彫刻を学んだ。彼が手がけた最初のポーランド切手は、1951年3月24日に発行された
1956年にスウェーデンへ移住したスワニアは、1959年よりスウェーデン郵政当局に職を得た。彼はスウェーデンのみならず28ヶ国の数多くの切手を手がけた。彼の作品は、郵趣家の間で個人作品として認められた品質とディテールを持つ数少ない例であり、郵趣家の一部にはスワニアの作品のみを収集する者さえいた。1972年以降、スワニアはスウェーデンの王室エングレービング作家であった。彼の最後の作品は、第60回国際連合総会記念切手（2005年）であった。

## ギャラリー

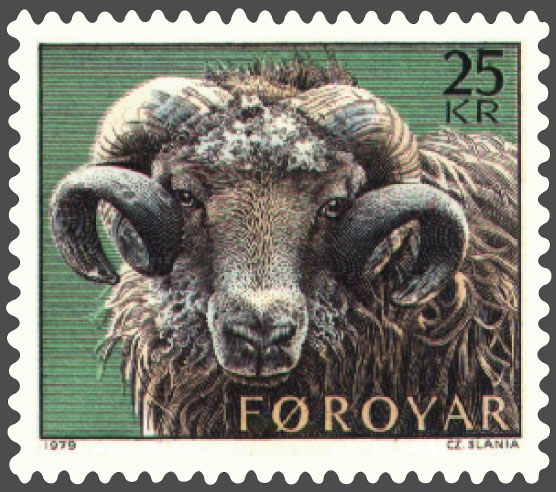
ヒツジ（1979年フェロー諸島発行）
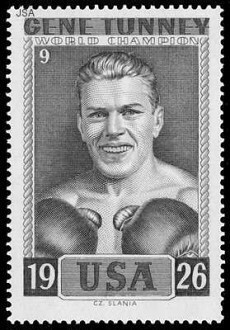
ジーン・タニー（アメリカ合衆国発行）
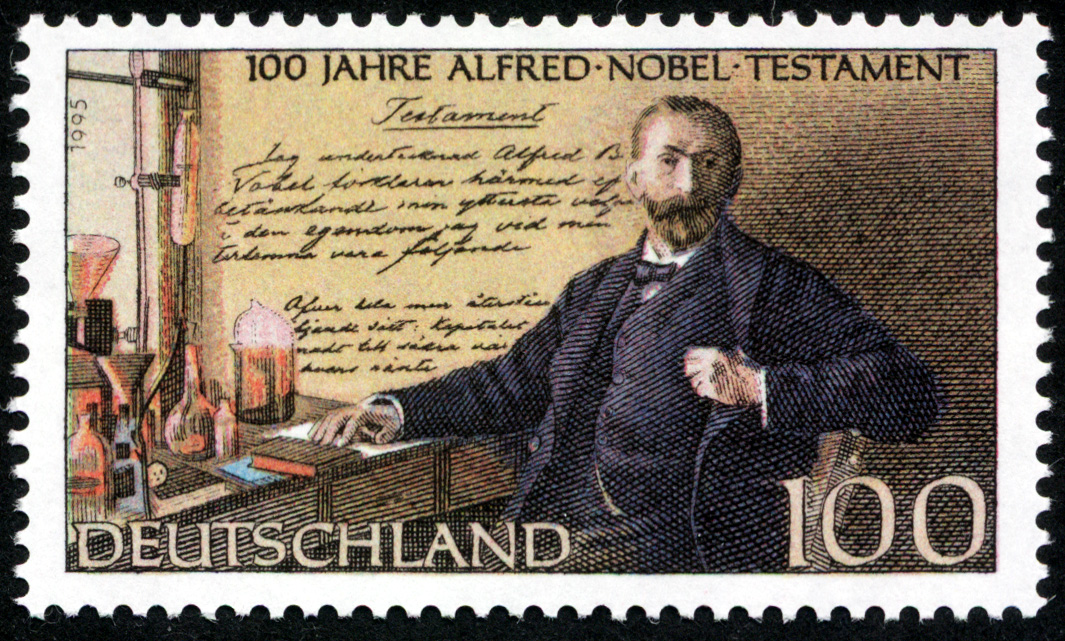
アルフレッド・ノーベル（1995年ドイツ発行）